# Eccellenza Sicilia 2006-2007
Il campionato italiano di calcio di Eccellenza regionale 2006-2007 è stato il sedicesimo organizzato in Italia. Rappresenta il sesto livello del calcio italiano.
Questi sono i gironi organizzati dal comitato regionale della Sicilia.
Dopo la mancata iscrizione del Modica in Serie D, la squadra di Acate, proveniente dalla Promozione, cambia denominazione per trasferirsi nella città iblea. Anche il Petrosino cambia denominazione in Petrosino Marsala, visto il fallimento nella stagione precedente del club lilibetano.

## Girone A

### Squadre partecipanti
| Club                        | Città                 | Stagione 2005-2006       |
| --------------------------- | --------------------- | ------------------------ |
| Akragas Calcio              | Agrigento             | 2° in Eccellenza gir. B  |
| U.S.D. Alcamo               | Alcamo (TP)           | 17° in Serie D gir. I    |
| A.S.D. Carini               | Carini (PA)           | 5° in Eccellenza gir. A  |
| A.S. Città di Terrasini     | Terrasini (PA)        | 4° in Promozione gir. D  |
| U.S.D. Empedoclina          | Porto Empedocle (AG)  | 11° in Eccellenza gir. B |
| G.S.D. Enna Calcio          | Enna                  | 5° in Eccellenza gir. B  |
| A.S.D. Folgore Selinunte    | Castelvetrano (TP)    | 6° in Eccellenza gir. A  |
| A.S.D. Kamarat              | Cammarata (AG)        | 2° in Promozione gir. D  |
| G.S. Mazara 1946            | Mazara del Vallo (TP) | 1° in Promozione gir. D  |
| F.C. Nissa                  | Caltanissetta         | 3° in Eccellenza gir. B  |
| U.S.D. Petrosino Marsala    | Petrosino (TP)        | 11° in Eccellenza gir. A |
| A.S.D. Pro Favara           | Favara (AG)           | 10° in Eccellenza gir. B |
| F.C.D. Raffadali            | Raffadali (AG)        | 9° in Eccellenza gir. B  |
| Sancataldese Calcio         | San Cataldo (CL)      | 7° in Eccellenza gir. B  |
| Pol. D. Splendore Villabate | Villabate (PA)        | 4° in Promozione gir. A  |
| A.S.D. Trapani Calcio       | Trapani               | 15° in Serie D gir. I    |

### Classifica
|  | Pos. | Squadra             | Pt | G  | V  | N  | P  | GF | GS | DR  |
|  | ---- | ------------------- | -- | -- | -- | -- | -- | -- | -- | --- |
|  | 1.   | Alcamo              | 59 | 30 | 17 | 10 | 3  | 66 | 32 | +34 |
|  | 2.   | Carini              | 57 | 30 | 15 | 12 | 3  | 49 | 26 | +23 |
|  | 3.   | Mazara              | 53 | 30 | 16 | 5  | 9  | 57 | 31 | +26 |
|  | 4.   | Kamarat             | 50 | 30 | 12 | 14 | 4  | 46 | 33 | +13 |
|  | 5.   | Nissa               | 47 | 30 | 12 | 11 | 7  | 47 | 32 | +15 |
|  | 6.   | Enna                | 46 | 30 | 12 | 10 | 8  | 36 | 28 | +8  |
|  | 7.   | Akragas             | 44 | 30 | 11 | 11 | 8  | 39 | 38 | +1  |
|  | 8.   | Splendore Villabate | 43 | 30 | 11 | 10 | 9  | 37 | 34 | +3  |
|  | 9.   | Raffadali           | 40 | 30 | 12 | 4  | 14 | 38 | 39 | -1  |
|  | 10.  | Petrosino Marsala   | 37 | 30 | 8  | 13 | 9  | 34 | 42 | -8  |
|  | 11.  | Trapani             | 35 | 30 | 12 | 11 | 7  | 43 | 24 | +19 |
|  | 12.  | Folgore Selinunte   | 35 | 30 | 7  | 14 | 9  | 29 | 32 | -3  |
|  | 13.  | Pro Favara          | 33 | 30 | 8  | 9  | 13 | 29 | 36 | -7  |
|  | 14.  | Terrasini           | 25 | 30 | 6  | 7  | 17 | 35 | 59 | -24 |
|  | 15.  | Sancataldese        | 21 | 30 | 4  | 9  | 17 | 28 | 54 | -26 |
|  | 16.  | Empedoclina         | 4  | 30 | 0  | 4  | 26 | 7  | 80 | -73 |

Legenda:

      Alcamo promosso in Serie D 2007-2008.

      Carini ammesso ai play-off nazionali.

      Terrasini retrocesso in Promozione 2007-2008 dopo play-out.

      Sancataldese ed Empedoclina retrocessi in Promozione 2007-2008.

#### Play-off
Semifinali
|        | Risultati |         | Luogo e data                               |  |
| ------ | --------- | ------- | ------------------------------------------ |  |
| Carini | 2 - 1     | Nissa   | Stadio Enzo Vasi (Piraino), 6 maggio 2007  |  |
| Mazara | 0 - 0     | Kamarat | Stadio Esseneto (Agrigento), 6 maggio 2007 |  |

Finale
|        | Risultati |        | Luogo e data                                 |  |
| ------ | --------- | ------ | -------------------------------------------- |  |
| Carini | 1 - 1     | Mazara | Stadio Provinciale (Trapani), 12 maggio 2007 |  |

#### Play-out
|                   | Risultati |            | Luogo e data                                 |  |
| ----------------- | --------- | ---------- | -------------------------------------------- |  |
| Trapani           | 5 - 0     | Terrasini  | Stadio Lelio Catella (Alcamo), 5 maggio 2007 |  |
| Folgore Selinunte | 1 - 1     | Pro Favara | Stadio Generale Gaeta (Enna), 6 maggio 2007  |  |

## Girone B

### Squadre partecipanti
| Club                             | Città                            | Stagione 2005-2006       |
| -------------------------------- | -------------------------------- | ------------------------ |
| Pol. Aci Sant'Antonio Ambrosiana | Aci Sant'Antonio (CT)            | 4° in Eccellenza gir. A  |
| U.S.D. Camaro                    | Camaro (quartiere di Messina)    | 12° in Eccellenza gir. A |
| A.S.D. Castiglione               | Castiglione di Sicilia (CT)      | 2° in Promozione gir. B  |
| A.S.D. Due Torri                 | Gliaca, frazione di Piraino (ME) | 9° in Eccellenza gir. A  |
| A.S.D. Leonzio 1909              | Lentini (SR)                     | 6° in Eccellenza gir. B  |
| Pol. Libertas Acate-Modica       | Modica (RG)                      | 2° in Promozione gir. C  |
| A.S.D. Mazzarrà                  | Mazzarrà Sant'Andrea (ME)        | 1° in Promozione gir. A  |
| N.F.C. Orlandina                 | Capo d'Orlando (ME)              | 10° in Eccellenza gir. A |
| A.C. Palazzolo                   | Palazzolo Acreide (SR)           | 4° in Eccellenza gir. B  |
| Sant'Agata Calcio                | Sant'Agata di Militello (ME)     | 7° in Eccellenza gir. A  |
| U.S. Spadaforese                 | Spadafora (ME)                   | 13° in Eccellenza gir. A |
| U.S.D. Trecastagni               | Trecastagni (CT)                 | 2° in Eccellenza gir. A  |
| Unione Fiumefreddo Dil.          | Fiumefreddo di Sicilia (CT)      | 1° in Promozione gir. B  |
| A.S.D. Valguarnera               | Valguarnera Caropepe (EN)        | 1° in Promozione gir. C  |
| Pol. Villafranca Tirrena         | Villafranca Tirrena (ME)         | 8° in Eccellenza gir. A  |
| A.S.D. Virtus Catania            | Catania                          | 8° in Eccellenza gir. B  |

### Classifica
|  | Pos. | Squadra                     | Pt | G  | V  | N  | P  | GF | GS | DR  |
|  | ---- | --------------------------- | -- | -- | -- | -- | -- | -- | -- | --- |
|  | 1.   | Libertas Acate-Modica       | 64 | 30 | 19 | 7  | 4  | 56 | 23 | +33 |
|  | 2.   | Villafranca Tirrena         | 62 | 30 | 19 | 5  | 6  | 55 | 32 | +23 |
|  | 3.   | Palazzolo                   | 62 | 30 | 18 | 8  | 4  | 54 | 30 | +24 |
|  | 4.   | Trecastagni                 | 59 | 30 | 18 | 5  | 7  | 61 | 29 | +32 |
|  | 5.   | Orlandina                   | 43 | 30 | 10 | 13 | 7  | 34 | 26 | +8  |
|  | 6.   | Due Torri                   | 41 | 30 | 11 | 8  | 11 | 37 | 26 | +11 |
|  | 7.   | Unione Fiumefreddo          | 39 | 30 | 11 | 6  | 13 | 44 | 45 | -1  |
|  | 8.   | Aci Sant'Antonio Ambrosiana | 38 | 30 | 10 | 8  | 12 | 42 | 39 | +3  |
|  | 9.   | Leonzio                     | 38 | 30 | 10 | 8  | 12 | 36 | 35 | +1  |
|  | 10.  | Sant'Agata                  | 38 | 30 | 8  | 14 | 8  | 22 | 25 | -3  |
|  | 11.  | Mazzarrà                    | 37 | 30 | 11 | 4  | 15 | 41 | 47 | -6  |
|  | 12.  | Castiglione                 | 36 | 30 | 9  | 9  | 12 | 31 | 37 | -6  |
|  | 13.  | Spadaforese                 | 34 | 30 | 7  | 13 | 10 | 31 | 34 | -3  |
|  | 14.  | Camaro                      | 34 | 30 | 8  | 10 | 12 | 30 | 39 | -9  |
|  | 15.  | Virtus Catania              | 18 | 30 | 5  | 3  | 22 | 17 | 70 | -53 |
|  | 16.  | Valguarnera                 | 12 | 30 | 2  | 7  | 21 | 19 | 73 | -54 |

Legenda:

      Libertas Acate-Modica promosso in Serie D 2007-2008.

      Palazzolo ammesso ai play-off nazionali.

      Mazzarrà e Spadaforese retrocessi in Promozione 2007-2008 dopo play-out.

      Virtus Catania e Valguarnera retrocessi in Promozione 2007-2008.

#### Play-off
Semifinali
|                | Risultati |             | Luogo e data                                |  |
| -------------- | --------- | ----------- | ------------------------------------------- |  |
| Villafranca T. | 1 - 1     | Orlandina   | Stadio Tupparello (Acireale), 6 maggio 2007 |  |
| Palazzolo      | 1 - 1     | Trecastagni | Stadio Dino Liotta (Licata), 6 maggio 2007  |  |

Finale
|                | Risultati |           | Luogo e data                                 |  |
| -------------- | --------- | --------- | -------------------------------------------- |  |
| Villafranca T. | 0 - 1     | Palazzolo | Stadio Generale Gaeta (Enna), 12 maggio 2007 |  |

#### Play-out
|             | Risultati |             | Luogo e data                                    |  |
| ----------- | --------- | ----------- | ----------------------------------------------- |  |
| Mazzarrà    | 0 - 3     | Camaro      | Stadio Grotta Polifemo (Milazzo), 6 maggio 2007 |  |
| Castiglione | 0 - 0     | Spadaforese | Stadio Silvio Proto (Troina), 5 maggio 2007     |  |